# Suzuki GSX1100F
La Suzuki GSX1100F est une moto de tourisme sportive introduite par Suzuki en octobre 1987 dans le cadre de la série GSX. Elle était équipée d'un moteur à 16 soupapes et d'une boîte de vitesses à 5 rapports. 
Il était doté d'un carénage de tourisme complet et se distinguait particulièrement par son pare-vent électrique réglable en hauteur, sujet aux pannes. Le moteur provenait à l'origine de la Suzuki GSX-R1100 (en), mais il a été réglé à nouveau pour fournir plus de puissance à bas et moyen régimes. 